# Henotesia andravahana
Henotesia andravahana är en fjärilsart som beskrevs av Paul Mabille 1878. Henotesia andravahana ingår i släktet Henotesia och familjen praktfjärilar. Inga underarter finns listade i Catalogue of Life.